# HD 52265 b
HD 52265 b是一顆距離地球約92光年的太陽系外行星，屬於類木行星，位於麒麟座，母恆星是 HD 52265。該行星的質量下限稍高於木星，和母恆星的平均距離是日地距離的一半。該行星由利克－卡內基系外行星巡天和日內瓦系外行星搜尋計畫各自獨立發現。

## 外部連結
- . The Extrasolar Planets Encyclopaedia.   [2008-08-22]. （原始内容存档于2012-06-02）.
- . Extrasolar Visions.   [2008-08-22]. （原始内容存档于2004-11-15）.
- . Exoplanets.   [2008-08-22]. （原始内容存档于2008-05-14）.